# Juan José de la Puente e Ibáñez de Segovia
Juan José de la Puente e Ibáñez de Segovia, V Marqués de Corpa, (Lima, 28 de febrero de 1724 - 8 de mayo de 1796). Fue un funcionario y noble español nacido en el Perú.

## Biografía
Hijo de Lorenzo de la Puente y de la Calera y de Mariana Ibáñez de Segovia y Orellana. Hizo sus estudios en el Real Colegio de San Martín (1737) y se recibió como abogado en la Real Audiencia de Lima.
Nombrado alcalde del crimen supernumerario (1747), comenzó a ejercer sus funciones recién en 1756. Por renuncia de su tía Nicolasa Ibáñez de Segovia y Orellana, asumió el título de Marqués de Corpa (6 de noviembre de 1776) y el señorío sobre la villa castellana del mismo nombre; pero al efecto hubo de redimir las deudas que por concepto de lanzas y media anata pesaban sobre dicho título; y su posesión le fue ratificada por Real Cédula de 22 de diciembre de 1777.
Promovido a la categoría de oidor (21 de agosto de 1777), fue trasladado a la Real Audiencia de Santiago de Chile; pero prefirió renunciar. Fue entonces designado ministro honorario del Supremo Consejo de Indias (22 de julio de 1780); e investido con el hábito de caballero de la Orden de Calatrava (1783).